# Miika Nousiainen
Miika Pauli Kalevi Nousiainen, född 23 september 1973 i Säynätsalo i Mellersta Finland, är en finländsk journalist och författare. Han är bosatt i Helsingfors.
Nousiainens debutroman Hallonbåtsflyktingen (finska: Vadelmavenepakolainen) har sålts i över 20 000 exemplar i Finland och fick Akademiska bokhandelns pris för populäraste debutverk 2007. Boken ges ut på svenska av Bokförlaget Brombergs. Hans andra roman, I långa loppet (finska: Maaninkavaara), belönades med Kalevi Jäntti-priset 2009.
Temat för Nousiainens debutroman, en finländares syn på den svenska kulturen, grundar sig i Nousiainens intresse för Sverige och svensk kultur. Han har även översatt fotbollsspelaren Zlatan Ibrahimović självbiografi Jag är Zlatan Ibrahimović till finska (Minä Zlatan Ibrahimovic).
Nousiainen har också medverkat i flera Tv-produktioner för MTV3, både som manusförfattare, programledare och paneldeltagare. Han var programledare för det humoristiska diskussionsprogrammet Hyvät naiset ja herrat(fi) 2008 manusförfattare för sketchprogrammet Putous 2011-2014, Kingi(fi) 2015, samt  var både manusförfattare och panelist för programmet Pitääkö olla huolissaan?(fi) 2016. Åren 2012-2014 var Nousiainen panelist för det huimoristiska frågesportsprogrammet Hyvät ja huonot uutiset(fi). Andra program han medverkat i är Hyvät katsojat(fi) (2016), underhållningsprogrammet Suurmestari (2021), samt Sanansaattajat (2024).